# Paulien Hogeweg
Paulien Hogeweg (nacida en 1943) es una bióloga teórica holandesa e investigadora de sistemas complejos que estudia los sistemas biológicos como sistemas dinámicos de procesamiento de información interconectados en muchos niveles. En 1970, junto con Ben Hesper, definió el término bioinformática como "el estudio de procesos informáticos en los sistemas bióticos".

## Primeros años de vida y educación
Nacida en Ámsterdam, Países Bajos, Hogeweg se graduó con una maestría de la Universidad de Ámsterdam en 1969. En su último año como estudiante de maestría en biología, Hogeweg publicó sus estudios sobre plantas acuáticas titulados Estructura de la vegetación acuática: una comparación de la vegetación acuática en India, los Países Bajos y Checoslovaquia. Mientras trabajaba como voluntaria en la Universidad de Leiden, Hogeweg comenzó sus estudios de doctorado en la Universidad de Utrecht. Publicó siete artículos basados en su trabajo de doctorado. Se graduó de la Universidad de Utrecht en 1976. El título de su tesis de doctorado es "Temas en análisis de patrones biológicos", que abordó la formación de patrones y el reconocimiento de patrones en biología.

## Carrera
Después de graduarse con una Maestría en biología, fue voluntaria en un laboratorio en la Universidad de Leiden. Fue cuando trabajaba como voluntaria en la Universidad de Leiden cuando conoció a Hesper y acuñó el término Bioinformática, que ella define como: “el estudio de los procesos de información en los sistemas bióticos”. En 1977, Hogeweg aperturó un laboratorio de investigación dedicado a la bioinformática junto Ben Hesper. En 1990, Hogeweg publicó un importante artículo en el campo de los estudios prebióticos: Estructura de onda espiral en la evolución prebiótica hipercíclica estable contra parásitos. En 1991, Hogeweg se convirtió en profesor titular de Biología Teórica en la Universidad de Utrecht (UU). Desde 2008, Hogeweg es profesora Honoraria de la UU. Hogeweg ha participado como miembro del consejo de redacción de Journal Theoretical Biology, Bulletin Mathematical Biology, Biosystems, Artificial Life Journal y Ecological Informatics.

## Investigación
Iniciando con extensiones asincrónicas de sistemas L, fue pionera en modelo basado en agentes para el estudio del desarrollo de la estructura social en sociedades de animales, utilizando el principio "ToDo"en donde los agentes "hacen lo que hay que hacer" y un principio "DoDom" para la escala de dominio, también conocido como el efecto ganador-perdedor. Posteriormente, este tipo de investigación se popularizó en la vida artificial.
Una vez que los primeros datos de secuencias biológicas estuvieron disponibles (provenientes del EMBL ), ella desarrolló un algoritmo basado en árboles para la alineación de secuencias múltiples, la cual es ahora una práctica común en alineación de secuencias y filogenia. Aproximadamente al mismo tiempo, fue pionera en algoritmos de plegamiento para predecir estructuras secundarias de ARN. El plegamiento del ARN fue introducido para permitir el mapeo no lineal del genotipo a fenotipo con el fin de estudiar la evolución en paisajes adaptativos complejos.
La primera trayectoria de espacio de fases de un atractor caótico en un modelo ecológico de comida-cadena de tres ecuaciones diferenciales apareció mucho antes de que el caos se convirtiera. Ella fue pionera en el uso de autómata celular para el estudio de ecología espacial y procesos evolutivos, además demostró que la formación de patrones espaciales pueden revertir la presión de selección evolutiva.
Ella modeló completamente el ciclo de vida del Dictyostelium discoideum mediante la extensión del modelo celular de Potts (CPM) para estudiar la morfogénesis y el desarrollo, utilizando reglas simples para la quimiotaxis y la adhesión diferencial. Este enfoque de CPM se usa actualmente para modelar en varias áreas de la biología del desarrollo, y la migración de células inmunes en tejidos linfoides. Adicionalmente, el CPM es utilizado para la investigación en EvoDevo.
En años recientes, Hogeweg ha continuado su investigación en dinámica coevolutiva y morfogénesis, para ampliar la "genómica adaptativa" y para estudiar la interfaz entre la regulación génica y la evolución en organismos celulares. Además, su investigación se centra en la capacidad de evolución a nivel de la organización del genoma y las redes reguladoras, además ha demostrado que el ARN aumenta en complejidad debido a las interacciones de la estructura secundaria y la formación de patrones espaciales.

## Colaboraciones
Hogeweg ha participado en diversos grupos de investigación en ciencias biológicas. Su contribución varía desde el desarrollo de métodos computacionales como el algoritmo para la alineación de secuencias múltiples basadas en árboles, que se ha convertido en una práctica estándar. Lo que es más importante, su trabajo ha contribuido en gran medida a la teoría de la bioinformática.